# Stezky slávy
Stezky slávy (v originále Paths of Glory) je film, natočený v roce 1957 Stanley Kubrickem inspirovaný stejnojmennou knihou Humphreyho Cobba.

## Děj
Rok 1916. 1 světová válka. Na francouzsko-německou frontu přijíždí generál Broulard. Setkává se se svým přítelem generálem Paulem Mireauem a představuje mu svůj smělý plán - dobýt Mravenčí kopec. Strategické místo mají v rukou Němci a všechny pokusy o jeho dobytí skončily neúspěšně. Mireau však vycítí možný kariérní postup a dá povel k útoku. Jeho podřízený plukovník Dax (Kirk Douglas) je skeptický a v úspěch nevěří, přesto se on a jeho muži vydávají vstříc německým jednotkám.
Daleko se však nedostávají a akce končí masakrem francouzských vojáků.
Generál Mireau si nepřipouští vlastní prohru a viní z ní jednotky, které - pro stálou kulometnou palbu - nevylezly ze zákopů. Chce popravit 100 mužů, nakonec se spokojuje se třemi exeplárními případy. Dax se ujímá jejich obhajoby před polním vojenským soudem. Rozsudek je, i přes všechnu jeho snahu, nekompromisní - trest smrti zastřelením! Poprava je později vykonána.
Dax upozorňuje na konkrétní chyby velení a jeho nečestné jednání. Toto je považováno za kariérismus a Daxovi je nabídnuta pozice Mireau, který má být odstraněn. Dax se však projeví jako idealista usilující především o odvrácení popravy a vyšetření věci. Nepovýšený Dax a jeho muži jsou odvoláni (pravděpodobně) do první linie.

## Zajímavosti
Stanley Kubrick natočil Stezky slávy podle skutečné události, která se ve francouzské armádě stala.
Protiválečný snímek, tvrdě útočící na nejvyšší vojenské vedení, byl ve Francii, ve Švýcarsku a v Belgii na 20 let zakázán. V USA se na vojenských základnách mohla promítat pouze cenzurovaná verze.
Dívka zpívající na konci německou píseň je Susanne Christian. Kubrick se do ní během natáčení zamiloval a o rok později se vzali. Žili spolu dalších 41 let, až do Kubrickovy smrti.